# Briggsia amabilis
Briggsia amabilis là một loài thực vật có hoa trong họ Tai voi. Loài này được (Diels) Craib mô tả khoa học đầu tiên năm 1920.